# AMD Fusion
AMD Fusion ist der Code- und Markenname eines Prozessorkonzepts, das CPU und GPU sowie Video- und andere Hardwarebeschleuniger auf einem Die vereinigt. Es ist das Ergebnis der Übernahme ATIs durch AMD. AMD nennt diese Konstruktion Accelerated Processing Unit (APU). Erste Modelle basierend auf diesem Konzept für den Einsatz in Netbooks und ähnlichen Geräten wurden im Januar 2011 vorgestellt, weitere folgten im Verlauf des Jahres 2011. Sie sind Teil des HSA-Programms der HSA Foundation.

## Geschichte
AMD demonstrierte seine erste Fusion-APU am 1. Juni 2010 auf der Computex. Die Demonstration umfasste u. a. eine kurze Einspielung, die einen Ausschnitt aus dem 3D-Spiel Aliens vs. Predator zeigte, das auf einem Ontario-System in Echtzeit gelaufen sein soll.
Konkrete Produkte in Form der E- und C-Serien wurden am 4. Januar 2011 vorgestellt. Die Llano-Serie für Notebooks wurde am 14. Juni 2011 präsentiert.
Am 15. Mai 2012 wurde die zweite Generation der mobilen A-Serie namens Trinity (basierend auf dem Piledriver-Prozessorkern der Bulldozer-Architektur) publik gemacht. Diese löst die Llano-Serie ab, die noch auf der alten K10-Architektur beruht.

## Marketing
Die Prozessoren oder APUs haben keine Marketingnamen, wie früher etwa mit Phenom oder Athlon üblich. Einziger Markenname in der Prozessorbezeichnung ist „AMD“. Für alle AMD-Systeme gibt es aber noch den AMD Vision-Marketingnamen. Je nach Leistung und Funktionsumfang werden entsprechende Vision-Sticker auch um Zusätze wie „Smart HD“, für günstige und schwächere Versionen, über „Brilliant HD Everyday“ und „Brilliant HD Entertainment“, für den unteren Massenmarkt, bis hin zu „Brilliant HD Performance“, für den oberen „Mainstream“-Bereich ergänzt.

## Technische Umsetzung des Konzepts
Kernaspekt der Fusion-Technologie ist die direkte Verbindung wesentlicher Systemkomponenten – x86/AMD64-Prozessorkerne, Vector Engines (SIMD) und Unified Video Decoder (UVD) für High Definition-Videowiedergabe – über denselben High-Speed-Bus mit dem Systemhauptspeicher (Random-Access Memory oder RAM). Die Architektur soll so einige Nachteile umgehen, die mit integrierten Grafikprozessoren (IGPs) in bisherigen Einzelchip-Lösungen verbunden sind, wie höhere Speicherlatenz und Energieaufnahme sowie geringere Laufzeiten im Akkubetrieb. AMD nennt diese Konstruktion Accelerated Processing Unit. Die Mehrkernprozessoren sollen einen oder mehrere Hauptprozessor-Kerne (CPU) und mindestens einen zusätzlichen Prozessor für spezielle Aufgaben enthalten, vorerst einen Grafikprozessor (GPU). Diese Kombination soll dann besser zusammenarbeiten.
Bisher gibt es seitens AMD folgende Umsetzungen des Fusion-Konzepts für unterschiedliche Bereiche:

## Subnotebooks und Tablets, Netbooks und Nettops

### Ontario und Zacate (Bobcat-Architektur)
Bobcat ist der Codename für die Architektur eines Zweikernprozessors mit integrierter GPU und Northbridge, der für geringen Stromverbrauch und kleinen Preis optimiert wurde und deshalb über vergleichsweise geringe Rechenleistung verfügt. Einsatzbereiche sind günstige Systeme wie Netbooks und Nettops sowie Geräte, welche besonders niedrige Verlustleistung aufweisen sollen, etwa Subnotebooks und Tablets. Bei Bobcat handelt es sich im Gegensatz zum Konkurrenzprodukt Intel Atom um eine effizientere Out-of-Order-Prozessorarchitektur, welche die Basis für AMDs Ontario- und Zacate-APUs bildet, die in den Serien C, E und G (AMD Family 14h Processor) verwendet werden.

### Kabini und Temash (Jaguar-Architektur)
Die Jaguar-Architektur löst die auf Bobcat basierenden Prozessoren ab. Sie bildet die Basis für AMDs Kabini- und Temash-APUs der Serien A und E. Mit dieser Generation wird auf TSMCs 28-Nanometer-Bulkprozess umgestellt, der eine Kernfläche von 3,1 mm² erlaubt (zum Vergleich: Bobcat in 40-nm-Fertigung 4,9 mm²) und somit Energieaufnahme sowie die Fläche pro Kern reduziert. Dies ermöglicht bis zu vier Kerne, die in einem sogenannten Modul zusammengefasst werden können. Durch die Modularität dieses Systems kann man besser auf Kundenwünsche eingehen (siehe Xbox One und PlayStation 4). Die Größe des Prozessorcaches, den sich alle Kerne teilen (shared), steigt auf 2 MB an und die Gleitkommaeinheit arbeitet mit 128-Bit Datenbreite. Gekoppelt werden die Jaguar-Kerne mit der Grafik-Architektur „Graphics Core Next“ („GCN“), sodass deutlich mehr Grafikleistung zur Verfügung steht als bei den Vorgängern auf Basis der VLIW-Architektur.
Mit Jaguar unterstützt AMD erstmals in Low-Voltage-Prozessoren den kompletten SSEx-Befehlssatz sowie auch AES-NI und AVX. Diese Befehlssätze waren vorher nur den großen Architekturen wie Bulldozer (SSEx, AES und AVX) oder K10 (nur SSE4a) vorbehalten. Die IPC (Instructions per Cycle) sollen um ca. 15 % steigen.

### Beema und Mullins (Puma-Architektur)
Mit der Puma-Architektur zielt AMD darauf ab, den Stromverbrauch gegenüber Jaguar weiter zu senken, ohne dabei Einbußen bei der Leistung hinzunehmen. Die Fertigung erfolgt weiter in 28 Nanometern, allerdings nicht länger im Gate-Last-Verfahren bei TSMC, sondern von GlobalFoundries. Verfeinerungen in der Fertigung und beim Design sorgen aber für einen reduzierten Leckstrom und geringere Leistungsaufnahme beim Rechnen.
Als Alternative zu Intels Trusted Execution Technology integriert AMD die TrustZone-Technologie aus der ARM-Welt. Zu diesem Zweck verfügt der Chip über einen ARM Cortex-A5.

## Notebooks und Desktops

### Llano (K10-Architektur, Husky-Kern)
Llano ist der Codename für eine Prozessorarchitektur mit integrierter GPU und Northbridge, die für den unteren „Mainstream“-Bereich konzipiert ist und in Notebooks und Desktop-Rechnern zum Einsatz kommt. Diese wird von AMD als AMD Family 12h Processors eingeordnet. Die Fusion-Llano-APU kombiniert zwei bis vier Husky-Prozessorkerne der K10-Generation (AMD Family 10h Processor) mit Kompatibilität zu x86-Befehlssätzen und zur x64-Architektur, sowie einen DirectX-11-kompatiblen Grafikkern, wie er bei Radeon-HD-5570-Karten zu finden ist. Anders als bei der Radeon HD 5570 wurde bereits UVD 3.0 statt UVD 2.0 im Grafikchip integriert.
Die parallele Rechenleistung des GPU-Teils soll neben der Grafikbeschleunigung über Programmierschnittstellen wie OpenCL, WebGL, AMD APP (früher „ATI Stream“-SDK) und Microsoft DirectCompute, die serielle der Prozessorkerne gerade im Gleitkommabereich ergänzen.
Obwohl die skalaren x86-Kerne und die SIMD-Engines der APUs einen gemeinsamen Pfad zum Systemspeicher teilen, ist bei dieser ersten Generation der Speicher noch in verschiedene Regionen getrennt. Zum einen gibt es den vom Betriebssystem verwalteten Speicherbereich, welcher auf den x86-Kernen läuft, zum anderen die von der Software, welche auf den SIMD-Engines ausgeführt wird, verwalteten Speicherregionen. Für den Datenaustausch zwischen beiden Teilen hat AMD High-Speed-Block-Transfer-Engines eingerichtet. Im Gegensatz zu Datenübertragungen zwischen externen Framebuffern und Systemhauptspeicher sollen diese Transfers nie den (externen) Systembus belegen.

### Trinity (Piledriver-CPU-Kern)
Die APUs mit Codenamen Trinity ersetzen die Llano-Reihe mit K10-Innenleben. Die neuere Architektur mit GPU und Northbridge, ebenfalls für den Massenmarkt ausgelegt, wird gleichfalls in Notebooks und Desktops verwendet. Sie kombiniert Prozessortechnik der Piledriver-CPUs (einer optimierten Version der Bulldozer-Architektur (AMD Family 15h Processor)), ausgelegt als Module, mit aktuelleren Radeon-HD-GPUs. Hierbei handelt es sich um Kerne ähnlich den Radeon HD 7350 bis 7670 der AMD-Radeon-HD-7000-Serie. Marktstart für die Notebook-CPUs war der 15. Mai 2012, die Desktop-CPUs wurden am 2. Oktober 2012 vorgestellt.

### Richland (Piledriver-CPU-Kern)
Die Richland-APUs lösen ihre Vorgänger auf Trinity-Basis ab. Trotz neuen Codenamens setzen sie auf dieselbe Architektur und bieten nur ein neues Stepping. Die GPUs basieren auf der VLIW4-Architektur, die auch als TeraScale 3 bekannt ist. Technisch entsprechen sie den Grafikkarten der HD6900-Serie mit dem Codenamen „Northern Islands“.

### Kaveri (Steamroller-CPU-Kern)
Die Kaveri-APUs folgen den Trinity- und der Richland-Reihen nach. Sie wurden für den 14. Januar 2014 angekündigt und enthalten die neue Steamroller-Architektur, welche eine weitreichende Überarbeitung der Bulldozer-Architektur darstellt. Die integrierte GPU wird auf die GCN-Architektur, wie sie mit dem Bonaire-Chip in der Radeon HD7790 im März 2013 vorgestellt wurde, umgestellt. Es sollen im Laufe des Jahres 2014 APUs für Desktoprechner (mit Sockel FM2+), Notebooks, im Embedded- und im Server-Bereich auf den Markt kommen.
In moderaten Auflösungen wie 720p laufen Spiele auf einem Kaveri-System zumeist flüssig mit 40 und mehr FPS. Voraussetzung hierfür ist ein schneller Hauptspeicher (Dual-Rank DDR3-RAM ab ca. 2400-MHz-Takt), da hier die Speicher-Bandbreite der limitierende Faktor ist. Ein weiterer Leistungsschub soll sich mit der neuen Grafikschnittstelle AMD Mantle im Catalyst-Grafiktreiber ergeben.

### Carrizo-L (Puma+-Architektur)
Die Puma+-Architektur stellt eine kleine Evolution zur Puma-Architektur dar und bietet leicht erhöhte Taktraten. Die Chips finden auf dem neuen FP4-Sockel Platz und besitzen je 128-Shader.

## Technische Daten – Nettops, Netbooks, Subnotebooks, Tablets

### Bobcat-basierte Modelle (Zacate, Ontario)
Die verfügbare Speicherbandbreite (1-Kanal DDR3-1066 oder DDR3-1333 mit 64-Bit-Speicherbreite) wird von CPU und GPU im konkurrierenden Zugriff geteilt. Die eigentliche Chipfläche (die size) liegt zwischen 75 und 77 mm².
| Speicherart         | Datenrate | Taktfrequenz |
| ------------------- | --------- | ------------ |
| PC3-8500 DDR3-1066  | 08,5 GB/s | 533 MHz      |
| PC3-10600 DDR3-1333 | 10,6 GB/s | 667 MHz      |

#### Zacate, E-Serie
Zacate ist der AMD-Codename für eine 18-Watt-APU für den Mainstream-Notebookmarkt in 40-nm-Technik. Die Modelle haben gegenüber der C-Serie einen höheren Takt sowohl für den Prozessor als auch für den Grafikkern.
- Alle Modelle bieten: SSE, SSE2, SSE3, SSSE3, SSE4a, NX Bit, AMD64, PowerNow!, AMD-V
- Speicherunterstützung: DDR3-SDRAM, DDR3L-SDRAM (single-channel)
- Anbindung an den Chipsatz: UMI mit 2,5 GT/s

| Modell- Nummer | CPU- Kerne | Takt     | L2-Cache   | Multi 1 | Vcore      | GPU-Modell | GPU- Konfiguration | GPU- Konfiguration | GPU- Konfiguration | GPU-Takt (max. Turbo) | Speicher- Controller | TDP  | Turbo Core | Prozessor- Sockel | Marktstart      |
| Modell- Nummer | CPU- Kerne | Takt     | L2-Cache   | Multi 1 | Vcore      | GPU-Modell | SPs                | TMUs               | ROPs               | GPU-Takt (max. Turbo) | Speicher- Controller | TDP  | Turbo Core | Prozessor- Sockel | Marktstart      |
| -------------- | ---------- | -------- | ---------- | ------- | ---------- | ---------- | ------------------ | ------------------ | ------------------ | --------------------- | -------------------- | ---- | ---------- | ----------------- | --------------- |
| E-240          | 1          | 1,5 GHz  | 512 kB     | 15 ×    | 1,175-1,35 | HD 6310    | 80                 | 8                  | 4                  | 500 MHz               | DDR3-1066            | 18 W | Nein       | BGA-413           | 4. Januar, 2011 |
| E-300          | 2          | 1,3 GHz  | 2 × 512 kB | 13 ×    | N/A        | HD 6310    | 80                 | 8                  | 4                  | 488 MHz               | DDR3-1066            | 18 W | Nein       | BGA-413           | 22. August 2011 |
| E-350          | 2          | 1,6 GHz  | 2 × 512 kB | 16 ×    | 1,25-1,35  | HD 6310    | 80                 | 8                  | 4                  | 500 MHz               | DDR3-1066            | 18 W | Nein       | BGA-413           | 4. Januar 2011  |
| E-450          | 2          | 1,65 GHz | 2 × 512 kB | 16,5    | N/A        | HD 6320    | 80                 | 8                  | 4                  | 508 (600) MHz         | DDR3-1333            | 18 W | Ja         | BGA-413           | 22. August 2011 |
| E1-1200        | 2          | 1,4 GHz  | 2 × 512 kB | 14      | N/A        | HD 7310    | 80                 | 8                  | 4                  | 500 MHz               | DDR3-1066            | 18 W | Nein       | BGA-413           | Q3 2012         |
| E1-1500        | 2          | 1,48 GHz | 2 × 512 kB | 14,8    | N/A        | HD 7310    | 80                 | 8                  | 4                  | 529 MHz               | DDR3-1066            | 18 W | Nein       | BGA-413           | Q1 2013         |
| E2-1800        | 2          | 1,7 GHz  | 2 × 512 kB | 17      | 1,25-1,35  | HD 7340    | 80                 | 8                  | 4                  | 523 (680) MHz         | DDR3-1333            | 18 W | Ja         | BGA-413           | Q3 2012         |
| E2-2000        | 2          | 1,75 GHz | 2 × 512 kB | 17,5    | N/A        | HD 7340    | 80                 | 8                  | 4                  | 538 (700) MHz         | DDR3-1333            | 18 W | Ja         | BGA-413           | Q1 2013         |

#### Ontario, C-Serie

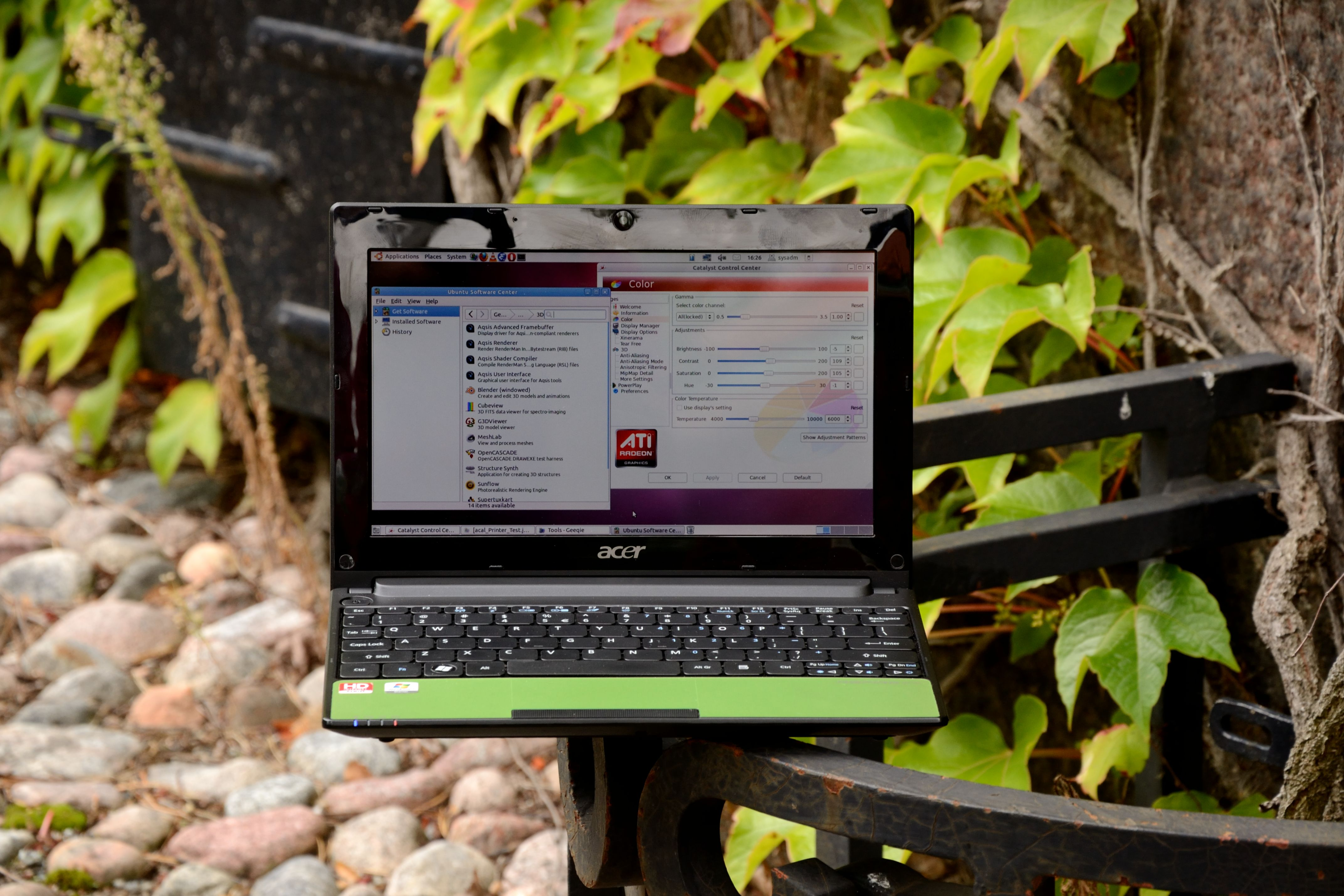
Netbook mit AMD Dual-Core C-50: Acer Aspire One 522

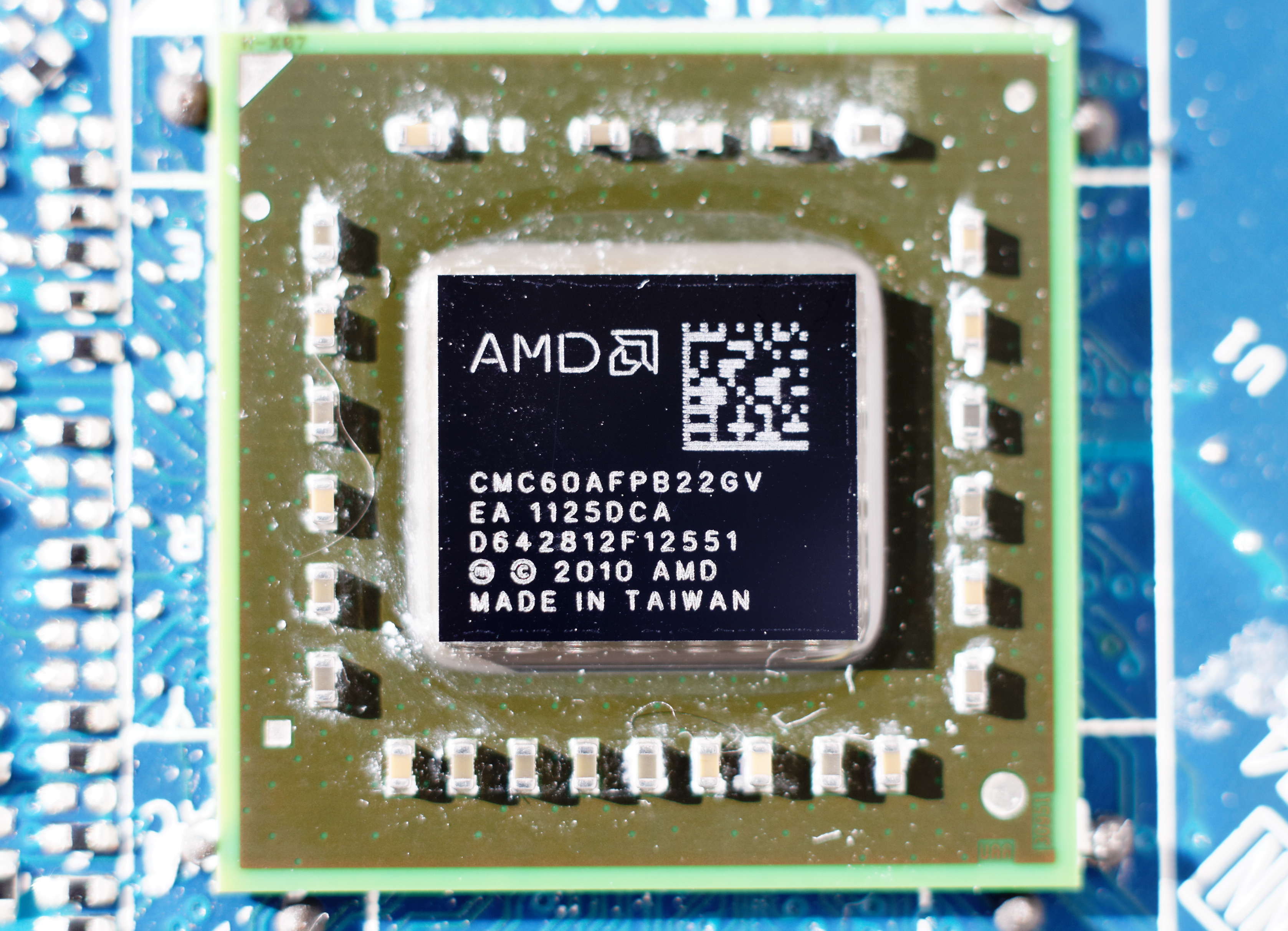
AMD C-60

Ontario ist der Codename für eine Dual-Core-System-on-a-Chip-Implementierung in 40-nm-Technik. Die APU integriert den Bobcat-Prozessorkern und ist für ultradünne Notebooks, Netbooks und andere Produkte unterhalb der 20-Watt-Grenze gedacht. In einer Ontario-APU stecken ein oder zwei Bobcat-Prozessorkerne und ein DirectX-11-Grafikkern mit 280 MHz. Das BGA-Gehäuse des für Mobilgeräte optimierten Ontarios ist zum Auflöten auf Mainboards für Thin-and-Light-Notebooks und Netbooks ausgelegt.
Anfang 2011 wurde die Serie mit zwei Modellen eingeführt. Die Singlecore-Version C-30 hat dabei einen Takt von 1,2 GHz für den Prozessorkern, die Dualcore-Version C-50 von 1 GHz für beide Kerne. Die Dualcore-Versionen C-60 und C-70 haben nach bisheriger Kenntnis exakt gleiche technische Daten. Laut AMD wurde neben dem APU-Namen einzig das Radeon-Branding der GPU auf dem SoC geändert, um es in Einklang mit den anderen Produkten zu bringen.
- Alle Modelle bieten: SSE, SSE2, SSE3, SSSE3, SSE4a, NX Bit, AMD64, PowerNow!, AMD-V
- Speicherunterstützung: DDR3-SDRAM, DDR3L-SDRAM (single-channel, bis zu 1066 MHz)
- Anbindung an den Chipsatz: UMI 2,5 GT/s

| Modell- Nummer | CPU- Kerne | Takt (max. Turbo) 1 | L2-Cache   | Multi 2 | Vcore     | GPU-Modell | GPU- Konfiguration | GPU- Konfiguration | GPU- Konfiguration | GPU- Takt   | TDP | Turbo Core | Prozessor- Sockel | Marktstart         |
| Modell- Nummer | CPU- Kerne | Takt (max. Turbo) 1 | L2-Cache   | Multi 2 | Vcore     | GPU-Modell | SPs                | TMUs               | ROPs               | GPU- Takt   | TDP | Turbo Core | Prozessor- Sockel | Marktstart         |
| -------------- | ---------- | ------------------- | ---------- | ------- | --------- | ---------- | ------------------ | ------------------ | ------------------ | ----------- | --- | ---------- | ----------------- | ------------------ |
| C-30           | 1          | 1,2 GHz             | 512 kB     | 12 ×    | 1,25–1,35 | HD 6250    | 80                 | 8                  | 4                  | 280 MHz     | 9 W | Nein       | BGA-413           | 4. Januar 2011     |
| C-50           | 2          | 1,0 GHz             | 2 × 512 kB | 10 ×    | 1,05–1,35 | HD 6250    | 80                 | 8                  | 4                  | 280 MHz     | 9 W | Nein       | BGA-413           | 4. Januar 2011     |
| C-60           | 2          | 1,0 (1,33) GHz      | 2 × 512 kB | 10 ×    | N/A       | HD 6290    | 80                 | 8                  | 4                  | 276–400 MHz | 9 W | Ja         | BGA-413           | 22. August 2011    |
| C-70           | 2          | 1,0 (1,33) GHz      | 2 × 512 kB | 10 ×    | N/A       | HD 7290    | 80                 | 8                  | 4                  | 276–400 MHz | 9 W | Ja         | BGA-413           | 15. September 2012 |

#### Ontario, Embedded-G-Serie
Mit der Embedded-G-Serie-Plattform macht AMD die Fusion-Technologie Anfang 2011 für Embedded-Systeme verfügbar, dabei handelt es sich um weitere Ontario-Versionen. Die APUs integrieren auf einer Package-Fläche von 361 mm² (19 × 19 mm) ein oder zwei 64-Bit-Prozessorkerne der Bobcat-Klasse sowie eine DirectX-11-fähige Grafikeinheit, die auch als Vektorprozessor genutzt werden kann. Seit März 2011 bietet AMD auch sogenannte „Headless“-Varianten für eingebettete Systeme ohne Grafikausgabe an; diese besitzen dieselbe Package-Fläche von 361 mm².
| Modell- Bezeichnung | Taktung in GHz | Anzahl der Kerne | L2-Cache   | Grafik              | Speicher- Typ | Max. TDP in Watt | Turbo Core |
| ------------------- | -------------- | ---------------- | ---------- | ------------------- | ------------- | ---------------- | ---------- |
| T16R                | 0,615          | 1                | 512 kB     | AMD Radeon™ HD 6250 | LV DDR3-1066  | 4,5              | Nein       |
| T24L                | 1,0            | 1                | 512 kB     | –                   | LV DDR3-1066  | 5                | Nein       |
| T30L                | 1,4            | 1                | 512 kB     | –                   | DDR3-1066     | 18               | Nein       |
| T40R                | 1,0            | 1                | 512 kB     | AMD Radeon™ HD 6250 | LV DDR3-1066  | 5,5              | Nein       |
| T40E                | 1,0            | 2                | 2 × 512 kB | AMD Radeon™ HD 6250 | LV DDR3-1066  | 6,4              | Nein       |
| T40N                | 1,0            | 2                | 2 × 512 kB | AMD Radeon™ HD 6250 | LV DDR3-1066  | 9                | Ja         |
| T44R                | 1,2            | 1                | 512 kB     | AMD Radeon™ HD 6250 | LV DDR3-1066  | 9                | Nein       |
| T48L                | 1,4            | 2                | 2 × 512 kB | –                   | DDR3-1066     | 18               | Nein       |
| T48E                | 1,4            | 2                | 2 × 512 kB | AMD Radeon™ HD 6250 | DDR3-1066     | 18               | Nein       |
| T48N                | 1,4            | 2                | 2 × 512 kB | AMD Radeon™ HD 6310 | DDR3-1066     | 18               | Nein       |
| T52R                | 1,5            | 1                | 512 kB     | AMD Radeon™ HD 6310 | DDR3-1333     | 18               | Nein       |
| T56E                | 1,65           | 2                | 2 × 512 kB | AMD Radeon™ HD 6250 | DDR3-1333     | 18               | Ja         |
| T56N                | 1,65           | 2                | 2 × 512 kB | AMD Radeon™ HD 6310 | DDR3-1333     | 18               | Ja         |

### Jaguar-basierte Modelle (Kabini, Temash)

#### Kabini, A- und E-Serie
- Alle Modelle bieten: SSE, SSE2, SSE3, SSSE3, SSE4.x, NX Bit, AMD64, AMD-V, AVX, AES-NI
- Speicherunterstützung: DDR3-SDRAM, DDR3L SDRAM (single-channel)
- Anbindung an den Chipsatz: UMI mit 2,5 GT/s

| Modell- Nummer | CPU- Kerne | Takt     | L2-Cache   | Multi 1 | Vcore | GPU-Modell | GPU- Konfiguration | GPU- Konfiguration | GPU- Konfiguration | GPU- Konfiguration | GPU-Takt (max. Turbo) | Speicher- Controller | TDP  | Turbo Core | Prozessor- Sockel | Marktstart |
| Modell- Nummer | CPU- Kerne | Takt     | L2-Cache   | Multi 1 | Vcore | GPU-Modell | ALUs               | Shader- Einheiten  | TMUs               | ROPs               | GPU-Takt (max. Turbo) | Speicher- Controller | TDP  | Turbo Core | Prozessor- Sockel | Marktstart |
| -------------- | ---------- | -------- | ---------- | ------- | ----- | ---------- | ------------------ | ------------------ | ------------------ | ------------------ | --------------------- | -------------------- | ---- | ---------- | ----------------- | ---------- |
| E1-2100        | 2          | 1,00 GHz | 2 × 512 kB | 10      | N/A   | HD 8210    | 128                | Vec16-SIMD         | -                  | -                  | 300 MHz               | DDR3L-1333           | 9 W  | Nein       | BGA               | Q3 2013    |
| E1-2200        | 2          | 1,05 GHz | 2 × 512 kB | 10,5    | N/A   | HD 8210    | 128                | Vec16-SIMD         | -                  | -                  | 300 MHz               | DDR3L-1333           | 9 W  | Nein       | BGA               | Q4 2013    |
| E1-2500        | 2          | 1,40 GHz | 2 × 512 kB | 14      | N/A   | HD 8240    | 128                | Vec16-SIMD         | -                  | -                  | 400 MHz               | DDR3L-1333           | 15 W | Nein       | BGA               | Q3 2013    |
| E2-3000        | 2          | 1,65 GHz | 2 × 512 kB | 16,5    | N/A   | HD 8280    | 128                | Vec16-SIMD         | -                  | -                  | 450 MHz               | DDR3L-1600           | 15 W | Nein       | BGA               | Q3 2013    |
| E2-3800        | 4          | 1,30 GHz | 4 × 512 kB | 13      | N/A   | HD 8280    | 128                | Vec16-SIMD         | -                  | -                  | 450 MHz               | DDR3L-1600           | 15 W | Nein       | BGA               | Q4 2013    |
| A4-5000        | 4          | 1,50 GHz | 4 × 512 kB | 15      | N/A   | HD 8330    | 128                | Vec16-SIMD         | -                  | -                  | 500 MHz               | DDR3L-1600           | 15 W | Nein       | BGA               | Q3 2013    |
| A4-5100        | 4          | 1,55 GHz | 4 × 512 kB | 15,5    | N/A   | HD 8330    | 128                | Vec16-SIMD         | -                  | -                  | 500 MHz               | DDR3L-1600           | 15 W | Nein       | BGA               | Q4 2013    |
| A6-5200        | 4          | 2,00 GHz | 4 × 512 kB | 20      | N/A   | HD 8400    | 128                | Vec16-SIMD         | -                  | -                  | 600 MHz               | DDR3L-1600           | 25 W | Nein       | BGA               | Q3 2013    |

#### Temash, A-Serie
- Alle Modelle bieten: SSE, SSE2, SSE3, SSSE3, SSE4.x, NX Bit, AMD64, AMD-V, AVX, AES-NI
- Speicherunterstützung: DDR3-SDRAM, DDR3L-SDRAM (single-channel)
- Anbindung an den Chipsatz: UMI mit 2,5 GT/s

| Modell- Nummer | CPU- Kerne | Takt (max. Turbo) 1 | L2-Cache   | Multi 2 | Vcore | GPU-Modell | GPU- Konfiguration | GPU- Konfiguration | GPU- Konfiguration | GPU- Konfiguration | GPU-Takt (max. Turbo) | Speicher- Controller | TDP   | Turbo Core | Prozessor- Sockel | Marktstart |
| Modell- Nummer | CPU- Kerne | Takt (max. Turbo) 1 | L2-Cache   | Multi 2 | Vcore | GPU-Modell | ALUs               | Shader- Einheiten  | TMUs               | ROPs               | GPU-Takt (max. Turbo) | Speicher- Controller | TDP   | Turbo Core | Prozessor- Sockel | Marktstart |
| -------------- | ---------- | ------------------- | ---------- | ------- | ----- | ---------- | ------------------ | ------------------ | ------------------ | ------------------ | --------------------- | -------------------- | ----- | ---------- | ----------------- | ---------- |
| A4-1200        | 2          | 1,00 GHz            | 2 × 512 kB | 10      | N/A   | HD 8180    | 128                | 8x Vec16-SIMD      | -                  | -                  | 225 MHz               | DDR3L-1066           | 3,9 W | Nein       | FT3 (BGA)         | 23.05.2013 |
| A4-1250        | 2          | 1,00 GHz            | 2 × 512 kB | 10      | N/A   | HD 8210    | 128                | 8x Vec16-SIMD      | -                  | -                  | 300 MHz               | DDR3L-1333           | 8 W   | Nein       | FT3 (BGA)         | 23.05.2013 |
| A4-1350        | 4          | 1,00 GHz            | 4 × 512 kB | 10      | N/A   | HD 8210    | 128                | 8x Vec16-SIMD      | -                  | -                  | 300 MHz               | DDR3L-1066           | 8 W   | Nein       | FT3 (BGA)         | 9.11.2013  |
| A6-1450        | 4          | 1,00 (1,40) GHz     | 4 × 512 kB | 10 (14) | N/A   | HD 8250    | 128                | 8x Vec16-SIMD      | -                  | -                  | 300 (400) MHz         | DDR3L-1066           | 8 W   | Ja         | FT3 (BGA)         | 23.05.2013 |

## Technische Daten – Desktop und Notebook

### Jaguar-basierte Modelle (Kabini)

#### Desktopmodelle Athlon und Sempron
| Modell- Nummer | CPU- Kerne | Takt     | L2-Cache   | Multi 1 | Vcore | GPU-Modell | GPU- Konfiguration | GPU- Konfiguration | GPU- Konfiguration | GPU- Konfiguration | GPU-Takt (max. Turbo) | Speicher- Controller | TDP  | Turbo Core | Prozessor- Sockel | Marktstart |
| Modell- Nummer | CPU- Kerne | Takt     | L2-Cache   | Multi 1 | Vcore | GPU-Modell | ALUs               | Shader- Einheiten  | TMUs               | ROPs               | GPU-Takt (max. Turbo) | Speicher- Controller | TDP  | Turbo Core | Prozessor- Sockel | Marktstart |
| -------------- | ---------- | -------- | ---------- | ------- | ----- | ---------- | ------------------ | ------------------ | ------------------ | ------------------ | --------------------- | -------------------- | ---- | ---------- | ----------------- | ---------- |
| Sempron 2650   | 2          | 1,45 GHz | 2 × 512 kB | 14,5    | N/A   | HD 8240    | 128                | 8x Vec16-SIMD      | 8                  | 4                  | 400 MHz               | DDR3(L)-1333         | 25 W | Nein       | AM1               | 09.04.2014 |
| Sempron 3850   | 4          | 1,30 GHz | 4 × 512 kB | 13      | N/A   | HD 8280    | 128                | 8x Vec16-SIMD      | 8                  | 4                  | 450 MHz               | DDR3(L)-1600         | 25 W | Nein       | AM1               | 09.04.2014 |
| Athlon 5150    | 4          | 1,60 GHz | 4 × 512 kB | 16      | N/A   | HD 8400    | 128                | 8x Vec16-SIMD      | 8                  | 4                  | 600 MHz               | DDR3(L)-1600         | 25 W | Nein       | AM1               | 09.04.2014 |
| Athlon 5350    | 4          | 2,05 GHz | 4 × 512 kB | 20,5    | N/A   | HD 8400    | 128                | 8x Vec16-SIMD      | 8                  | 4                  | 600 MHz               | DDR3(L)-1600         | 25 W | Nein       | AM1               | 09.04.2014 |
| Athlon 5370    | 4          | 2,20 GHz | 4 × 512 kB | 22,0    | N/A   | HD 8400    | 128                | 8x Vec16-SIMD      | 8                  | 4                  | 600 MHz               | DDR3(L)-1600         | 25 W | Nein       | AM1               | 02.02.2016 |

### Husky-basierte Modelle (Llano)

#### Llano, A- und E-Serie

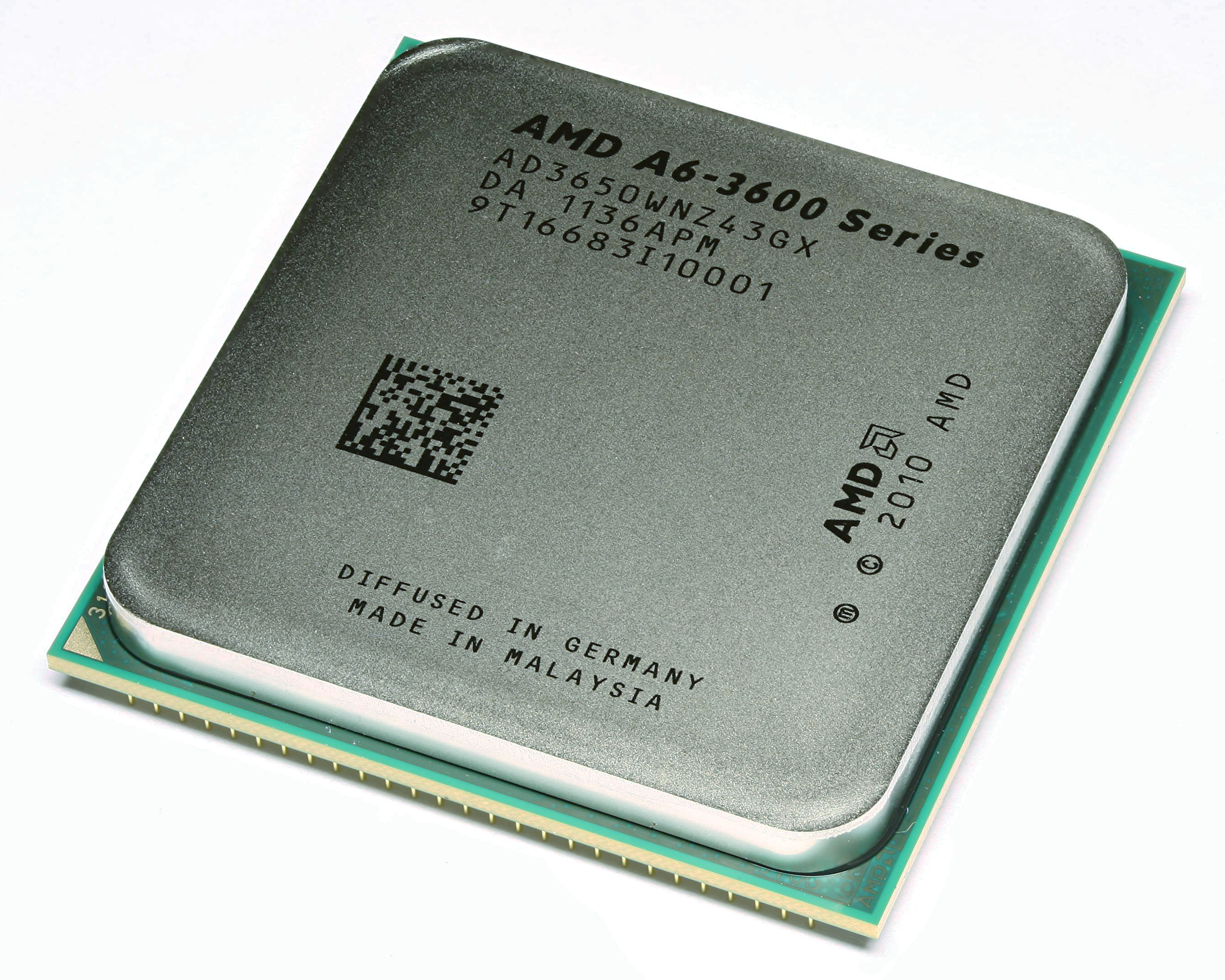
Eine AMD A6-3650 APU

Die APUs der Serien A und E wurden im Sommer 2011 veröffentlicht. Sie sind vorrangig für Mainstream- und Low-End-Systeme im Notebook- und Desktop-Segment vorgesehen. Auf einem Silizium-Die sind zwei bis vier x86-Architektur/AMD64-Husky-CPU-Kerne beruhend auf der K10-Architektur mit verbessertem Speichercontroller und einem DirectX-11-fähigen Grafikprozessor vereint.
Die APU wird in einem 32-nm-SOI-Prozess von Globalfoundries gefertigt und strebt die gleichen Zielmärkte an wie die Athlon-II-Linie.
Des Weiteren besitzt der Kombiprozessor einen integrierten PCIe-2.0-, einen Dual-Channel-DDR3-1600-Speichercontroller sowie 1 MB L2-Cache pro Kern, jedoch keinen L3-Cache. Bei Bestückung des Mainboards mit nur einem Speichermodul pro Kanal ist der Speichercontroller der Desktop-Prozessoren aus der A8- und A6-Serie auch für DDR3-1866 spezifiziert, bei mobilen Prozessoren mit bis zu 35 W TDP ist maximal DDR3-1333 vorgesehen. Die Kommunikation mit dem Chipsatz/der Southbridge erfolgt über das Unified Media Interface (UMI), welches auf PCIe basiert, mit 5 GT/s (Gigatransfers/Sekunde).

#### Modelle für den Desktop
| Modell- Nummer | CPU- Kerne | Takt (max. Turbo) 1 | L2-Cache   | Multi 2      | Vcore    | GPU-Modell | GPU-Konfiguration | GPU-Konfiguration | GPU-Konfiguration | GPU-Konfiguration | GPU- Takt | TDP   | Turbo Core | Prozessor- Sockel | Marktstart |
| Modell- Nummer | CPU- Kerne | Takt (max. Turbo) 1 | L2-Cache   | Multi 2      | Vcore    | GPU-Modell | SPs               | Shader- Einheiten | Textur- einheiten | ROPs              | GPU- Takt | TDP   | Turbo Core | Prozessor- Sockel | Marktstart |
| -------------- | ---------- | ------------------- | ---------- | ------------ | -------- | ---------- | ----------------- | ----------------- | ----------------- | ----------------- | --------- | ----- | ---------- | ----------------- | ---------- |
| E2-3200        | 2          | 2,4 GHz             | 2 × 512 kB | 24 ×         | N/A      | HD 6370D   | 160               | 32x5D-VLIW        | 8                 | 4                 | 444 MHz   | 65 W  | Nein       | FM1               | Q3/2011    |
| A4-3300        | 2          | 2,5 GHz             | 2 × 512 kB | 25 ×         | N/A      | HD 6410D   | 160               | 32x5D-VLIW        | 8                 | 4                 | 444 MHz   | 65 W  | Nein       | FM1               | Q3/2011    |
| A4-3400        | 2          | 2,7 GHz             | 2 × 512 kB | 27 ×         | N/A      | HD 6410D   | 160               | 32x5D-VLIW        | 8                 | 4                 | 600 MHz   | 65 W  | Nein       | FM1               | Q3/2011    |
| A4-3420        | 2          | 2,8 GHz             | 2 × 512 kB | 28 ×         | N/A      | HD 6410D   | 160               | 32x5D-VLIW        | 8                 | 4                 | 600 MHz   | 65 W  | Nein       | FM1               | Q4/2011    |
| A6-3500        | 3          | 2,1 (2,4) GHz       | 3 × 1 MB   | 21 ×         | N/A      | HD 6530D   | 320               | 64x5D-VLIW        | 16                | 8                 | 444 MHz   | 65 W  | Ja         | FM1               | Q3/2011    |
| A6-3600        | 4          | 2,1 (2,4) GHz       | 4 × 1 MB   | 21 ×         | N/A      | HD 6530D   | 320               | 64x5D-VLIW        | 16                | 8                 | 444 MHz   | 65 W  | Ja         | FM1               | Q3/2011    |
| A6-3620        | 4          | 2,2 (2,5) GHz       | 4 × 1 MB   | 22 ×         | N/A      | HD 6530D   | 320               | 64x5D-VLIW        | 16                | 8                 | 444 MHz   | 65 W  | Ja         | FM1               | Q4/2011    |
| A6-3650        | 4          | 2,6 GHz             | 4 × 1 MB   | 26 ×         | 1,4125 V | HD 6530D   | 320               | 64x5D-VLIW        | 16                | 8                 | 444 MHz   | 100 W | Nein       | FM1               | Q3/2011    |
| A6-3670K       | 4          | 2,7 GHz             | 4 × 1 MB   | 27 × (offen) | N/A      | HD 6530D   | 320               | 64x5D-VLIW        | 16                | 8                 | 444 MHz   | 100 W | Nein       | FM1               | Q4/2011    |
| A8-3800        | 4          | 2,4 (2,7) GHz       | 4 × 1 MB   | 24 ×         | N/A      | HD 6550D   | 400               | 80x5D-VLIW        | 20                | 8                 | 600 MHz   | 65 W  | Ja         | FM1               | Q3/2011    |
| A8-3820        | 4          | 2,5 (2,8) GHz       | 4 × 1 MB   | 25 ×         | N/A      | HD 6550D   | 400               | 80x5D-VLIW        | 20                | 8                 | 600 MHz   | 65 W  | Ja         | FM1               | Q4/2011    |
| A8-3850        | 4          | 2,9 GHz             | 4 × 1 MB   | 29 ×         | 1,4125 V | HD 6550D   | 400               | 80x5D-VLIW        | 20                | 8                 | 600 MHz   | 100 W | Nein       | FM1               | Q3/2011    |
| A8-3870K       | 4          | 3,0 GHz             | 4 × 1 MB   | 30 × (offen) | 1,4125 V | HD 6550D   | 400               | 80x5D-VLIW        | 20                | 8                 | 600 MHz   | 100 W | Nein       | FM1               | Q4/2011    |

#### Modelle für Notebooks
| Modell- Nummer | CPU- Kerne | Takt (max. Turbo) 1 | L2-Cache   | Multi 2 | Vcore | GPU-Modell | GPU-Konfiguration | GPU-Konfiguration | GPU-Konfiguration | GPU-Konfiguration | GPU- Takt | TDP  | Turbo Core | Prozessor- Sockel | Marktstart |
| Modell- Nummer | CPU- Kerne | Takt (max. Turbo) 1 | L2-Cache   | Multi 2 | Vcore | GPU-Modell | SPs               | Shader- Einheiten | Textur- einheiten | ROPs              | GPU- Takt | TDP  | Turbo Core | Prozessor- Sockel | Marktstart |
| -------------- | ---------- | ------------------- | ---------- | ------- | ----- | ---------- | ----------------- | ----------------- | ----------------- | ----------------- | --------- | ---- | ---------- | ----------------- | ---------- |
| E2-3300M       | 2          | 1,8 (2,2) GHz       | 2 × 512 kB | 18 ×    | N/A   | HD 6380G   | 160               | 32x5D-VLIW        | 8                 | 4                 | 444 MHz   | 35 W | Ja         | FS1 uPGA          | Q3/2011    |
| A4-3300M       | 2          | 1,9 (2,5) GHz       | 2 × 1 MB   | 19 ×    | N/A   | HD 6480G   | 240               | 48x5D-VLIW        | 8                 | 4                 | 444 MHz   | 35 W | Ja         | FS1 uPGA          | Q2/2011    |
| A4-3305M       | 2          | 1,9 (2,5) GHz       | 2 × 512 kB | 19 ×    | N/A   | HD 6480G   | 160               | 32x5D-VLIW        | 8                 | 4                 | 593 MHz   | 35 W | Ja         | FS1 uPGA          | Q4/2011    |
| A4-3310MX      | 2          | 2,1 (2,5) GHz       | 2 × 1 MB   | 21 ×    | N/A   | HD 6480G   | 240               | 48x5D-VLIW        | 8                 | 4                 | 444 MHz   | 45 W | Ja         | FS1 uPGA          | Q2/2011    |
| A4-3320M       | 2          | 2,0 (2,6) GHz       | 2 × 1 MB   | 20 ×    | N/A   | HD 6480G   | 240               | 48x5D-VLIW        | 8                 | 4                 | 444 MHz   | 35 W | Ja         | FS1 uPGA          | Q4/2011    |
| A4-3330MX      | 2          | 2,2 (2,6) GHz       | 2 × 1 MB   | 22 ×    | N/A   | HD 6480G   | 240               | 48x5D-VLIW        | 8                 | 4                 | 444 MHz   | 45 W | Ja         | FS1 uPGA          | Q4/2011    |
| A6-3400M       | 4          | 1,4 (2,3) GHz       | 4 × 1 MB   | 14 ×    | N/A   | HD 6520G   | 320               | 64x5D-VLIW        | 16                | 8                 | 400 MHz   | 35 W | Ja         | FS1 uPGA          | Q2/2011    |
| A6-3410MX      | 4          | 1,6 (2,3) GHz       | 4 × 1 MB   | 16 ×    | N/A   | HD 6520G   | 320               | 64x5D-VLIW        | 16                | 8                 | 400 MHz   | 45 W | Ja         | FS1 uPGA          | Q2/2011    |
| A6-3420M       | 4          | 1,5 (2,4) GHz       | 4 × 1 MB   | 15 ×    | N/A   | HD 6520G   | 320               | 64x5D-VLIW        | 16                | 8                 | 400 MHz   | 35 W | Ja         | FS1 uPGA          | Q4/2011    |
| A6-3430MX      | 4          | 1,7 (2,4) GHz       | 4 × 1 MB   | 17 ×    | N/A   | HD 6520G   | 320               | 64x5D-VLIW        | 16                | 8                 | 400 MHz   | 45 W | Ja         | FS1 uPGA          | Q4/2011    |
| A8-3500M       | 4          | 1,5 (2,4) GHz       | 4 × 1 MB   | 15 ×    | N/A   | HD 6620G   | 400               | 80x5D-VLIW        | 20                | 8                 | 444 MHz   | 35 W | Ja         | FS1 uPGA          | Q2/2011    |
| A8-3510MX      | 4          | 1,8 (2,5) GHz       | 4 × 1 MB   | 18 ×    | N/A   | HD 6620G   | 400               | 80x5D-VLIW        | 20                | 8                 | 444 MHz   | 45 W | Ja         | FS1 uPGA          | Q2/2011    |
| A8-3520M       | 4          | 1,6 (2,5) GHz       | 4 × 1 MB   | 16 ×    | N/A   | HD 6620G   | 400               | 80x5D-VLIW        | 20                | 8                 | 444 MHz   | 35 W | Ja         | FS1 uPGA          | Q4/2011    |
| A8-3530MX      | 4          | 1,9 (2,6) GHz       | 4 × 1 MB   | 19 ×    | N/A   | HD 6620G   | 400               | 80x5D-VLIW        | 20                | 8                 | 444 MHz   | 45 W | Ja         | FS1 uPGA          | Q2/2011    |
| A8-3550MX      | 4          | 2,0 (2,7) GHz       | 4 × 1 MB   | 20 ×    | N/A   | HD 6620G   | 400               | 80x5D-VLIW        | 20                | 8                 | 444 MHz   | 45 W | Ja         | FS1 uPGA          | Q4/2011    |

### Piledriver-basierte Modelle (Trinity, Richland)

#### Trinity und Richland, A-Serie
Diese zweite Generation der A-Serie wurde am 15. Mai 2012 (mobile Prozessoren) und die Desktopmodelle am 2. Oktober 2012 (Desktop) veröffentlicht bzw. auf der Computex 2012 angekündigt (Desktop). Ihr liegt die Bulldozer-Architektur mit Piledriver-Kernen zugrunde. Der GPU-Teil verwendet ein 4D-VLIW-Shader-Design, das mit den Radeon-HD-6900-Grafikkarten vorgestellt wurde. Modelle mit angehängtem „K“ in der Bezeichnung verfügen über einen offenen Multiplikator, lassen sich also über- oder untertakten. CPUs mit deaktivierter Grafikeinheit werden unter dem Namen „Athlon II“ vermarktet.
Am 12. März 2013 stellte AMD die 2. Generation Piledriver-basierter APUs (also die 3. Generation der A-Serie) mit Namen Richland vor. Durch eine Technik namens „Resonant Clock Mesh“ konnten die Taktraten sowohl der CPU als auch der GPU gesteigert werden.

#### Modelle für den Desktop
| Modell- Nummer    | Module/ Integercluster/ Threads | Takt (max. Turbo) 1 | L2-Cache | Multi 2 | Vcore | GPU-Modell  | GPU-Konfiguration | GPU-Konfiguration | GPU-Konfiguration | GPU-Konfiguration | GPU- Takt (Turbo) | TDP   | Turbo Core 3.0 | Prozessor- Sockel | Marktstart    | Speicher- controller | Codename |
| Modell- Nummer    | Module/ Integercluster/ Threads | Takt (max. Turbo) 1 | L2-Cache | Multi 2 | Vcore | GPU-Modell  | SPs               | Shader- Einheiten | Textur- einheiten | ROPs              | GPU- Takt (Turbo) | TDP   | Turbo Core 3.0 | Prozessor- Sockel | Marktstart    | Speicher- controller | Codename |
| ----------------- | ------------------------------- | ------------------- | -------- | ------- | ----- | ----------- | ----------------- | ----------------- | ----------------- | ----------------- | ----------------- | ----- | -------------- | ----------------- | ------------- | -------------------- | -------- |
| Athlon II X2 340  | 1/2/2                           | 3,2 (3,6) GHz       | 1 × 1 MB | N/A     | N/A   | deaktiviert | deaktiviert       | deaktiviert       | deaktiviert       | deaktiviert       | deaktiviert       | 65 W  | Ja             | FM2               | Q4/2012       | 1600 MHz             | Trinity  |
| Athlon II X2 370K | 1/2/2                           | 4,0 (4,2) GHz       | 1 × 1 MB | N/A     | N/A   | deaktiviert | deaktiviert       | deaktiviert       | deaktiviert       | deaktiviert       | deaktiviert       | 65 W  | Ja             | FM2               | Q2/2013       | 1866 MHz             | Richland |
| Athlon II X4 730  | 2/4/4                           | 2,8 (3,2) GHz       | 2 × 2 MB | N/A     | N/A   | deaktiviert | deaktiviert       | deaktiviert       | deaktiviert       | deaktiviert       | deaktiviert       | 65 W  | Ja             | FM2               | Q4/2012       | 1866 MHz             | Trinity  |
| Athlon II X4 740  | 2/4/4                           | 3,2 (3,7) GHz       | 2 × 2 MB | N/A     | N/A   | deaktiviert | deaktiviert       | deaktiviert       | deaktiviert       | deaktiviert       | deaktiviert       | 65 W  | Ja             | FM2               | Q4/2012       | 1866 MHz             | Trinity  |
| Athlon II X4 750K | 2/4/4                           | 3,4 (4,0) GHz       | 2 × 2 MB | N/A     | N/A   | deaktiviert | deaktiviert       | deaktiviert       | deaktiviert       | deaktiviert       | deaktiviert       | 100 W | Ja             | FM2               | Q4/2012       | 1866 MHz             | Trinity  |
| Athlon II X4 760K | 2/4/4                           | 3,8 (4,1) GHz       | 2 × 2 MB | N/A     | N/A   | deaktiviert | deaktiviert       | deaktiviert       | deaktiviert       | deaktiviert       | deaktiviert       | 100 W | Ja             | FM2               | Q2/2013       | 1866 MHz             | Richland |
| A4-4000           | 1/2/2                           | 3,0 (3,2) GHz       | 1 × 1 MB | N/A     | N/A   | HD 7480D    | 128               | 32x4D             | 8                 | 8                 | 720 (N/A) MHz     | 65 W  | Ja             | FM2               | Q2/2013 (OEM) | 1333 MHz             | Richland |
| A4-4020           | 1/2/2                           | 3,2 (3,4) GHz       | 1 × 1 MB | N/A     | N/A   | HD 7480D    | 128               | 32x4D             | 8                 | 8                 | 720 (N/A) MHz     | 65 W  | Ja             | FM2               | Q1/2014       | 1333 MHz             | Richland |
| A4-5300           | 1/2/2                           | 3,4 (3,6) GHz       | 1 × 1 MB | N/A     | N/A   | HD 7480D    | 128               | 32x4D             | 8                 | 8                 | 724 (N/A) MHz     | 65 W  | Ja             | FM2               | Q3/2012 (OEM) | 1600 MHz             | Trinity  |
| A4-6300           | 1/2/2                           | 3,7 (3,9) GHz       | 1 × 1 MB | N/A     | N/A   | HD 8370D    | 128               | 32x4D             | 8                 | 8                 | 760 (N/A) MHz     | 65 W  | Ja             | FM2               | Q2/2013 (OEM) | 1866 MHz             | Richland |
| A4-6320           | 1/2/2                           | 3,8 (4,0) GHz       | 1 × 1 MB | N/A     | N/A   | HD 8370D    | 128               | 32x4D             | 8                 | 8                 | 760 (N/A) MHz     | 65 W  | Ja             | FM2               | Q1/2014       | 1866 MHz             | Richland |
| A4-7300           | 1/2/2                           | 3,8 (4,0) GHz       | 1 × 1 MB | N/A     | N/A   | HD 8470D    | 192               | 48x4D             | 12                | 8                 | 800 (N/A) MHz     | 65 W  | Ja             | FM2               | Q3/2014       | 1600 MHz             | Richland |
| A6-5400K          | 1/2/2                           | 3,6 (3,8) GHz       | 1 × 1 MB | N/A     | N/A   | HD 7540D    | 192               | 48x4D             | 12                | 8                 | 760 (N/A) MHz     | 65 W  | Ja             | FM2               | Q3/2012 (OEM) | 1866 MHz             | Trinity  |
| A6-6400K          | 1/2/2                           | 3,9 (4,1) GHz       | 1 × 1 MB | N/A     | N/A   | HD 8470D    | 192               | 48x4D             | 12                | 8                 | 800 (N/A) MHz     | 65 W  | Ja             | FM2               | Q2/2013 (OEM) | 1866 MHz             | Richland |
| A6-6420K          | 1/2/2                           | 4,0 (4,2) GHz       | 1 × 1 MB | N/A     | N/A   | HD 8470D    | 192               | 48x4D             | 12                | 8                 | 800 (N/A) MHz     | 65 W  | Ja             | FM2               | Q1/2014       | 1866 MHz             | Richland |
| A8-5500           | 2/4/4                           | 3,2 (3,7) GHz       | 2 × 2 MB | N/A     | N/A   | HD 7560D    | 256               | 64x4D             | 16                | 8                 | 760 (N/A) MHz     | 65 W  | Ja             | FM2               | Q3/2012 (OEM) | 1866 MHz             | Trinity  |
| A8-5600K          | 2/4/4                           | 3,6 (3,9) GHz       | 2 × 2 MB | N/A     | N/A   | HD 7560D    | 256               | 64x4D             | 16                | 8                 | 760 (N/A) MHz     | 100 W | Ja             | FM2               | Q3/2012 (OEM) | 1866 MHz             | Trinity  |
| A8-6500T          | 2/4/4                           | 2,1 (3,1) GHz       | 2 × 2 MB | N/A     | N/A   | HD 8550D    | 256               | 64x4D             | 16                | 8                 | 720 (N/A) MHz     | 45 W  | Ja             | FM2               | Q3/2013       | 1600 MHz             | Richland |
| A8-6500           | 2/4/4                           | 3,5 (4,1) GHz       | 2 × 2 MB | N/A     | N/A   | HD 8570D    | 256               | 64x4D             | 16                | 8                 | 844 (N/A) MHz     | 65 W  | Ja             | FM2               | Q2/2013 (OEM) | 1866 MHz             | Richland |
| A8-6600K          | 2/4/4                           | 3,9 (4,2) GHz       | 2 × 2 MB | N/A     | N/A   | HD 8570D    | 256               | 64x4D             | 16                | 8                 | 844 (N/A) MHz     | 100 W | Ja             | FM2               | Q2/2013 (OEM) | 1866 MHz             | Richland |
| A10-5700          | 2/4/4                           | 3,4 (4,0) GHz       | 2 × 2 MB | N/A     | N/A   | HD 7660D    | 384               | 96x4D             | 24                | 8                 | 760 (N/A) MHz     | 65 W  | Ja             | FM2               | Q3/2012 (OEM) | 1866 MHz             | Trinity  |
| A10-5800K         | 2/4/4                           | 3,8 (4,2) GHz       | 2 × 2 MB | N/A     | N/A   | HD 7660D    | 384               | 96x4D             | 24                | 8                 | 800 (N/A) MHz     | 100 W | Ja             | FM2               | Q3/2012 (OEM) | 1866 MHz             | Trinity  |
| A10-6700T         | 2/4/4                           | 2,5 (3,5) GHz       | 2 × 2 MB | N/A     | N/A   | HD 8650D    | 384               | 96x4D             | 24                | 8                 | 720 (N/A) MHz     | 45 W  | Ja             | FM2               | Q3/2013       | 1866 MHz             | Richland |
| A10-6700          | 2/4/4                           | 3,7 (4,3) GHz       | 2 × 2 MB | N/A     | N/A   | HD 8670D    | 384               | 96x4D             | 24                | 8                 | 844 (N/A) MHz     | 65 W  | Ja             | FM2               | Q2/2013 (OEM) | 1866 MHz             | Richland |
| A10-6790K         | 2/4/4                           | 4,0 (4,3) GHz       | 2 × 2 MB | N/A     | N/A   | HD 8670D    | 384               | 96x4D             | 24                | 8                 | 844 (N/A) MHz     | 100 W | Ja             | FM2               | Q4/2013 (OEM) | 1866 MHz             | Richland |
| A10-6800K         | 2/4/4                           | 4,1 (4,4) GHz       | 2 × 2 MB | N/A     | N/A   | HD 8670D    | 384               | 96x4D             | 24                | 8                 | 844 (N/A) MHz     | 100 W | Ja             | FM2               | Q2/2013 (OEM) | 2133 MHz             | Richland |

Quellen

#### Modelle für Notebooks
| Modell- Nummer | Module/ Integercluster/ Threads | Takt (max. Turbo) 1 | L2-Cache | Multi 2 | Vcore     | GPU-Modell | GPU-Konfiguration | GPU-Konfiguration | GPU-Konfiguration | GPU-Konfiguration | GPU- Takt (Turbo) | TDP  | Turbo Core 3.0 | Prozessor- Sockel | Marktstart | Codename |
| Modell- Nummer | Module/ Integercluster/ Threads | Takt (max. Turbo) 1 | L2-Cache | Multi 2 | Vcore     | GPU-Modell | SPs               | Shader- Einheiten | Textur- einheiten | ROPs              | GPU- Takt (Turbo) | TDP  | Turbo Core 3.0 | Prozessor- Sockel | Marktstart | Codename |
| -------------- | ------------------------------- | ------------------- | -------- | ------- | --------- | ---------- | ----------------- | ----------------- | ----------------- | ----------------- | ----------------- | ---- | -------------- | ----------------- | ---------- | -------- |
| A4-4300M       | 1/2/2                           | 2,5 (3,0) GHz       | 1 MB     | N/A     | N/A       | HD 7420G   | 192               | 48x4D             | N/A               | N/A               | 470 (640) MHz     | 35 W | Ja             | FS1r2             | 2012       | Trinity  |
| A4-4355M       | 1/2/2                           | 1,9 (2,4) GHz       | 1 MB     | N/A     | N/A (ULV) | HD 7400G   | 192               | 48x4D             | N/A               | N/A               | 327 (424) MHz     | 17 W | Ja             | FP2               | 2012       | Trinity  |
| A4-5145M       | 1/2/2                           | 2,0 (2,6 GHz)       | 1 MB     | N/A     | N/A       | HD 8310G   | 128               | N/A               | N/A               | N/A               | 424 (554) MHz     | 17 W | Ja             | FP2               | Q2/2013    | Richland |
| A4-5150M       | 1/2/2                           | 2,7 (3,3 GHz)       | 1 MB     | N/A     | N/A       | HD 8350G   | 128               | N/A               | N/A               | N/A               | 514 (720) MHz     | 35 W | Ja             | FS1r1             | Q2/2013    | Richland |
| A6-4400M       | 1/2/2                           | 2,7 (3,2) GHz       | 1 MB     | N/A     | N/A       | HD 7520G   | 192               | 48x4D             | N/A               | N/A               | 497 (686) MHz     | 35 W | Ja             | FS1r2             | Q2/2012    | Trinity  |
| A6-4455M       | 1/2/2                           | 2,1 (2,6) GHz       | 2 MB     | N/A     | N/A (ULV) | HD 7500G   | 256               | 64x4D             | N/A               | N/A               | 327 (424) MHz     | 17 W | Ja             | FP2               | Q2/2012    | Trinity  |
| A6-5345M       | 1/2/2                           | 2,2 (2,8) GHz       | 1 MB     | N/A     | N/A       | HD 8410G   | 192               | 48x4D             | N/A               | N/A               | 450 (600) MHz     | 17 W | Ja             | FP2               | Q2/2013    | Richland |
| A6-5350M       | 1/2/2                           | 2,9 (3,5) GHz       | 1 MB     | N/A     | N/A       | HD 8450G   | 192               | 48x4D             | N/A               | N/A               | 533 (720) MHz     | 35 W | Ja             | FS1r2             | Q2/2013    | Richland |
| A6-5357M       | 1/2/2                           | 2,9 (3,5) GHz       | 1 MB     | N/A     | N/A       | HD 8450G   | 192               | 48x4D             | N/A               | N/A               | 533 (720) MHz     | 35 W | Ja             | FPr2              | Q2/2013    | Richland |
| A8-4500M       | 2/4/4                           | 1,9 (2,8) GHz       | 2 × 2 MB | N/A     | N/A       | HD 7640G   | 256               | 64x4D             | N/A               | N/A               | 497 (655) MHz     | 35 W | Ja             | FS1r2             | Q2/2012    | Trinity  |
| A8-4555M       | 2/4/4                           | 1,6 (2,4) GHz       | 2 × 2 MB | N/A     | N/A (ULV) | HD 7600G   | 384               | 96x4D             | N/A               | 8                 | 320 (424) MHz     | 19 W | Ja             | FP2               | Q3/2012    | Trinity  |
| A8-5545M       | 2/4/4                           | 1,7 (2,7) GHz       | 2 × 2 MB | N/A     | N/A       | HD 8510G   | 384               | 96x4D             | N/A               | N/A               | 450 (554) MHz     | 19 W | Ja             | FP2               | Q2/2013    | Richland |
| A8-5550M       | 2/4/4                           | 2,1 (3,1) GHz       | 2 × 2 MB | N/A     | N/A       | HD 8550G   | 256               | 64x4D             | N/A               | N/A               | 515 (720) MHz     | 35 W | Ja             | FS1r2             | Q2/2013    | Richland |
| A8-5557M       | 2/4/4                           | 2,1 (3,1) GHz       | 2 × 2 MB | N/A     | N/A       | HD 8550G   | 256               | 64x4D             | N/A               | N/A               | 554 (720) MHz     | 35 W | Ja             | FP2               | Q2/2013    | Richland |
| A10-4600M      | 2/4/4                           | 2,3 (3,2) GHz       | 2 × 2 MB | N/A     | N/A       | HD 7660G   | 384               | 96x4D             | N/A               | 8                 | 497 (686) MHz     | 35 W | Ja             | FS1r2             | Q2/2012    | Trinity  |
| A10-4655M      | 2/4/4                           | 2,0 (2,8) GHz       | 2 × 2 MB | N/A     | N/A (ULV) | HD 7620G   | 384               | 96x4D             | N/A               | 8                 | 360 (496) MHz     | 25 W | Ja             | FP2               | Q2/2012    | Trinity  |
| A10-5745M      | 2/4/4                           | 2,1 (2,9) GHz       | 2 × 2 MB | N/A     | N/A       | HD 8610G   | 384               | 96x4D             | N/A               | 8                 | 533 (626) MHz     | 25 W | Ja             | FP2               | Q2/2013    | Richland |
| A10-5750M      | 2/4/4                           | 2,5 (3,5) GHz       | 2 × 2 MB | N/A     | N/A       | HD 8650G   | 384               | 96x4D             | N/A               | 8                 | 533 (720) MHz     | 35 W | Ja             | FS1r2             | Q2/2013    | Richland |
| A10-5757M      | 2/4/4                           | 2,5 (3,5) GHz       | 2 × 2 MB | N/A     | N/A       | HD 8650G   | 384               | 96x4D             | N/A               | N/A               | 600 (720) MHz     | 35 W | Ja             | FP2               | Q2/2013    | Richland |

### Steamroller-basierte Modelle (Kaveri, Kaveri-Refresh)
Die vierte Generation der A-Serie wurde am 12. November 2013 auf der AMD-Entwicklerkonferenz APU 13 angekündigt, Einführung war am 14. Januar 2014. Den Anfang macht im Desktopbereich der A10-7850K, der mit zwei Steamroller-CPU-Modulen vier Threads parallel verarbeitet.
Der GPU-Teil besitzt eine Radeon-Grafikeinheit vergleichbar denen der R7-Modelle der AMD-Radeon-R200-Serie („Volcanic Islands“). Sie basiert auf der GCN-Architektur („Graphics Core Next“) der Version 1.1. Diese wurde mit dem Bonaire-Chip, der AMD-Radeon-HD-7000-Serie eingeführt. Die GPU nimmt fast die Hälfte der Die-Fläche in Anspruch und ist kompatibel zu DirectX 11.2, OpenGL 4.3 und der AMD-getriebenen 3D-Schnittstelle Mantle.
Die APU besitzt eine erstmals im Desktop-Bereich umgesetzte heterogene Systemarchitektur (Heterogeneous System Architecture bzw. HSA), die die Zusammenarbeit von CPU und GPU über GPGPU hinaus verbessern soll. Hierbei wird der Grafikteil intensiver als bisher verwendet, um die Prozessorkerne bei ihren Berechnungen zu unterstützen. Dazu gehören der direkte Austausch von Informationen ohne Umweg über ein Betriebssystem (Heterogeneous Queuing bzw. hQ) und das Zugreifen auf denselben Adressraum des Arbeitsspeichers (Heterogeneous Uniform Memory Access oder hUMA), sodass Berechnungsergebnisse beiden Teilen schnell zur Verfügung stehen. Darüber hinaus ist ein Audio-Coprozessor in die APU integriert.
Mittels Custom Thermal Design Power (cTDP) kann im BIOS die Thermal Design Power der CPU konfiguriert werden, dies ermöglicht es z. B. den A10-7850 mit 45 W oder 65 W TDP zu betreiben. Die Taktfrequenz der CPU wird dann in Abhängigkeit von der cTDP auf bestimmte Werte gedrosselt. Aktiv beworben wird dies im Moment nur für den A8-7600, welcher explizit mit 65 W und 45 W gelistet wird.
Durch eine nochmalige Überarbeitung kamen 2015 unter der Bezeichnung Kaveri-Refresh (inoffiziell Godavari) vor allem bei der integrierten Grafik optimierte APUs mit geringen Taktsteigerungen auf den Markt. Das Topmodell A10-7870K weist z.Bsp. gegenüber dem bisherigen A10-7850K beim CPU-Teil mit 200 MHz mehr Basis-Takt, aber nur 100 MHz mehr Turbo-Takt auf. Die Kaveri- und Kaveri-Refresh-APUs sind für den Sockel FM2+ ausgelegt und sollen nach den Empfehlungen des Herstellers mit den Fusion Controller Hubs A58, A68H, A78 oder A88X kombiniert werden.

#### Modelle für den Desktop
| Modell- Nummer | CPU- Kerne | Takt (max. Turbo) 1         | L2-Cache | Multi 2 | GPU- Modell | GPU-Konfiguration | GPU-Konfiguration | GPU-Konfiguration | GPU-Konfiguration | GPU- Takt (Turbo) | TDP       | Turbo Core 3.0 | Sockel | Markt- start  | Speicher- controller |
| Modell- Nummer | CPU- Kerne | Takt (max. Turbo) 1         | L2-Cache | Multi 2 | GPU- Modell | ALUs              | Shader- Einheiten | Textur- einheiten | ROPs              | GPU- Takt (Turbo) | TDP       | Turbo Core 3.0 | Sockel | Markt- start  | Speicher- controller |
| -------------- | ---------- | --------------------------- | -------- | ------- | ----------- | ----------------- | ----------------- | ----------------- | ----------------- | ----------------- | --------- | -------------- | ------ | ------------- | -------------------- |
| Athlon X4 830  | 4          | 3,0 (3,4) GHz               | 2 × 2 MB | 30      | deaktiviert | deaktiviert       | deaktiviert       | deaktiviert       | deaktiviert       | deaktiviert       | 65 W      | Ja             | FM2+   | Qx/201y       | DDR3-1866            |
| Athlon X4 840  | 4          | 3,1 (3,8) GHz               | 2 × 2 MB | 31      | deaktiviert | deaktiviert       | deaktiviert       | deaktiviert       | deaktiviert       | deaktiviert       | 65 W      | Ja             | FM2+   | Q2/2014       | DDR3-1866            |
| Athlon X4 860K | 4          | 3,7 (4,0) GHz               | 2 × 2 MB | offen   | deaktiviert | deaktiviert       | deaktiviert       | deaktiviert       | deaktiviert       | deaktiviert       | 95 W      | Ja             | FM2+   | Q2/2014       | DDR3-2133            |
| Athlon X4 870K | 4          | 3,9 (4,1) GHz               | 2 × 2 MB | offen   | deaktiviert | deaktiviert       | deaktiviert       | deaktiviert       | deaktiviert       | deaktiviert       | 95 W      | Ja             | FM2+   | Q4/2015       | DDR3-2133            |
| Athlon X4 880K | 4          | 4,0 (4,2) GHz               | 2 × 2 MB | offen   | deaktiviert | deaktiviert       | deaktiviert       | deaktiviert       | deaktiviert       | deaktiviert       | 95 W      | Ja             | FM2+   | Q1/2016       | DDR3-2133            |
| A6-7400K       | 2          | 3,5 (3,9) GHz               | 1 MB     | offen   | R5 Series   | 256               | 16× Vec16-SIMD    | 24                | 8                 | (756) MHz         | 65 W      | Ja             | FM2+   | Q2/2014       | DDR3-1866            |
| A8-7600        | 4          | 3,1 (3,3) GHz 3,3 (3,8) GHz | 2 × 2 MB | 33      | R7 2xxD     | 384               | 24× Vec16-SIMD    | 24                | 8                 | 654 (720) MHz     | 45 W 65 W | Ja             | FM2+   | Q2/2014       | DDR3-2133            |
| A8-7650K       | 4          | 3,3 (3,7) GHz               | 2 × 2 MB | offen   | R7 Spectre  | 384               | 24× Vec16-SIMD    | 24                | 8                 | 654 (720) MHz     | 95 W      | Ja             | FM2+   | Q1/2015       | DDR3-2133            |
| A8-7670K       | 4          | 3,6 (3,9) GHz               | 2 × 2 MB | offen   | R7 Spectre  | 384               | 24x Vec16-SIMD    | 24                | 8                 | 654 (757) MHz     | 95 W      | Ja             | FM2+   | Q3/2015       | DDR3-2133            |
| A10-7700K      | 4          | 3,4 (3,8) GHz               | 2 × 2 MB | offen   | R7 Spectre  | 384               | 24× Vec16-SIMD    | 24                | 8                 | 654 (720) MHz     | 95 W      | Ja             | FM2+   | Q1/2014       | DDR3-2133            |
| A10-7800       | 4          | 3,5 (3,9) GHz               | 2 × 2 MB | 35      | R7 Spectre  | 512               | 32× Vec16-SIMD    | 32                | 8                 | 654 (720) MHz     | 65 W      | Ja             | FM2+   | Q2/2014 (OEM) | DDR3-2133            |
| A10-7850K      | 4          | 3,7 (4,0) GHz               | 2 × 2 MB | offen   | R7 Spectre  | 512               | 32× Vec16-SIMD    | 32                | 8                 | 654 (720) MHz     | 95 W      | Ja             | FM2+   | Q1/2014       | DDR3-2133            |
| A10-7860K      | 4          | 3,6 (4,0) GHz               | 2 × 2 MB | offen   | R7 Spectre  | 512               | 32× Vec16-SIMD    | 32                | 8                 | 757 (-) MHz       | 65 W      | Ja             | FM2+   | Q2/2016       | DDR3-2133            |
| A10-7870K      | 4          | 3,9 (4,1) GHz               | 2 × 2 MB | offen   | R7 Spectre  | 512               | 32× Vec16-SIMD    | 32                | 8                 | 866 (-) MHz       | 95 W      | Ja             | FM2+   | Q2/2015       | DDR3-2133            |
| A10-7890K      | 4          | 4,1 (4,3) GHz               | 2 × 2 MB | offen   | R7 Spectre  | 512               | 32× Vec16-SIMD    | 32                | 8                 | 866 (-) MHz       | 95 W      | Ja             | FM2+   | Q1/2016       | DDR3-2133            |

Die CPUs mit dem Kürzel M (z. B. A10-5750M) sind Mobilprozessoren, Modelle mit angehängtem B sind Business-Modelle mit längerer garantierter Verfügbarkeit (z. B. A8-Pro 7600B). Diese werden mindestens 24 Monate verfügbar sein und die zugrundeliegende Software wird über 18 Monate keine Anpassungen erfahren, die für Aufwand bei der Administration der Rechner sorgen.
Mit dem Kaveri- Codenamen hat AMD auch wie vom Athlon FX bekannt die Bezeichnung FX eingeführt, z. B. bei dem FX-7600P. Das P steht für 35 Watt TDP bei den Kaveris für Notebooks, während die Modelle ohne das Kürzel mit 19 Watt oder 17 Watt auskommen.
Die CPUs mit dem Kürzel K (z. B. A10-7700K) haben den Multiplikator nicht gesperrt, bekannt aus der Phenom-Serie in den Black-Edition-CPUs.

### Excavator-basierte Modelle (Carrizo, Bristol Ridge)
Auf Excavator-CPU-Kernen basieren die Ein-Chip-Systeme mit dem Codenamen Carrizo. Verschiedene Modelle mit aktivierter GPU wurden bereits 2015 vorgestellt; sie sind für den Einsatz in mobilen Computern vorgesehen. Im Februar 2016 und im Januar 2019 folgten mit dem Athlon X4 845 und dem A8-7680 zwei Carrizo-Modelle für den Einsatz in Desktopcomputern, deren Hauptplatine mit dem Sockel FM2+ ausgestattet ist. Als Bristol Ridge sollen 2016 APUs für Desktopcomputer mit dem Sockel AM4 erscheinen.
Mit Summit Ridge, basierend auf der Zen-Architektur, folgte dann eine komplett neue Prozessorentwicklung.

#### Modelle für den Desktop
| Modell- Nummer | CPU- Kerne | Takt (max. Turbo) 1 | L2-Cache | Multi 2 | GPU- Modell | GPU-Konfiguration | GPU-Konfiguration | GPU-Konfiguration | GPU-Konfiguration | GPU- Takt (Turbo) | TDP  | Turbo Core 3.0 | Sockel | Markt- start | Speicher- controller |
| Modell- Nummer | CPU- Kerne | Takt (max. Turbo) 1 | L2-Cache | Multi 2 | GPU- Modell | ALUs              | Shader- Einheiten | Textur- einheiten | ROPs              | GPU- Takt (Turbo) | TDP  | Turbo Core 3.0 | Sockel | Markt- start | Speicher- controller |
| -------------- | ---------- | ------------------- | -------- | ------- | ----------- | ----------------- | ----------------- | ----------------- | ----------------- | ----------------- | ---- | -------------- | ------ | ------------ | -------------------- |
| Athlon X4 845  | 4          | 3,5 (3,8) GHz       | 2 × 1 MB | 35      | deaktiviert | deaktiviert       | deaktiviert       | deaktiviert       | deaktiviert       | deaktiviert       | 65 W | Ja             | FM2+   | Feb. 2016    | DDR3-2133            |
| Athlon X4 940  | 4          | 3,2 (3,6) GHz       | 2 × 1 MB | 32      | deaktiviert | deaktiviert       | deaktiviert       | deaktiviert       | deaktiviert       | deaktiviert       | 65 W | Ja             | AM4    | Juli 2017    | DDR4-2400            |
| Athlon X4 950  | 4          | 3,5 (3,8) GHz       | 2 × 1 MB | 35      | deaktiviert | deaktiviert       | deaktiviert       | deaktiviert       | deaktiviert       | deaktiviert       | 65 W | Ja             | AM4    | Juli 2017    | DDR4-2400            |
| Athlon X4 970  | 4          | 3,8 (4,0) GHz       | 2 × 1 MB | 38      | deaktiviert | deaktiviert       | deaktiviert       | deaktiviert       | deaktiviert       | deaktiviert       | 65 W | Ja             | AM4    | Juli 2017    | DDR4-2400            |
| A6-9500E       | 2          | 3,0 (3,4) GHz       | 1 × 1 MB | 30      | Radeon R5   | 256               | 16× Vec16-SIMD    | 16                | 8                 | (800)             | 35 W | Ja             | AM4    | Sep. 2016    | DDR4-2400            |
| A6-9500        | 2          | 3,5 (3,8) GHz       | 1 × 1 MB | 35      | Radeon R5   | 384               | 24× Vec16-SIMD    | 24                | 8                 | (1029)            | 65 W | Ja             | AM4    | Sep. 2016    | DDR4-2400            |
| A6-9550        | 2          | 3,8 (4,0) GHz       | 1 × 1 MB | 38      | Radeon R5   | 384               | 24× Vec16-SIMD    | 24                | 8                 | (1029)            | 65 W | Ja             | AM4    | Juli 2017    | DDR4-2400            |
| A8-7680        | 4          | 3,5 (3,8) GHz       | 2 x 1 MB | 35      | Radeon R7   | 384               | 24× Vec16-SIMD    | 24                | 8                 | (720)             | 65 W | Ja             | FM2+   | Jan. 2019    | DDR3-2133            |
| A8-9600        | 4          | 3,1 (3,4) GHz       | 2 × 1 MB | 31      | Radeon R7   | 384               | 24× Vec16-SIMD    | 24                | 8                 | (900)             | 65 W | Ja             | AM4    | Sep. 2016    | DDR4-2400            |
| A10-9700       | 4          | 3,5 (3,8) GHz       | 2 × 1 MB | 35      | Radeon R7   | 384               | 24× Vec16-SIMD    | 24                | 8                 | (1029)            | 65 W | Ja             | AM4    | Sep. 2016    | DDR4-2400            |
| A10-9700E      | 4          | 3,0 (3,5) GHz       | 2 × 1 MB | 30      | Radeon R7   | 384               | 24× Vec16-SIMD    | 24                | 8                 | (847)             | 35 W | Ja             | AM4    | Sep. 2016    | DDR4-2400            |
| A12-9800E      | 4          | 3,1 (3,8) GHz       | 2 × 1 MB | 31      | Radeon R7   | 512               | 32× Vec16-SIMD    | 32                | 8                 | (900)             | 35 W | Ja             | AM4    | Sep. 2016    | DDR4-2400            |
| A12-9800       | 4          | 3,8 (4,2) GHz       | 2 × 1 MB | 38      | Radeon R7   | 512               | 32× Vec16-SIMD    | 32                | 8                 | (1108)            | 65 W | Ja             | AM4    | Sep. 2016    | DDR4-2400            |